# یان نیکولوسکی
یان نیکولوسکی (به مقدونی: Јане Николоски؛ زادهٔ ۱۲ دسامبر ۱۹۷۳) مربی فوتبال و بازیکن سابق اهل مقدونیه شمالی است. او در پست دروازه‌بان بازی می‌کرد.

## دوران بازی

### باشگاهی
نیکولوسکی در ژوئیهٔ ۲۰۰۳ از بلغارستان به تیم اسلوگا جوگوماگنات بازگشت. در سال ۲۰۰۵، او به باشگاه ایرانی پرسپولیس پیوست. در ژانویهٔ ۲۰۰۶، او توسط باشگاه کروات اسلاون بلوپو به خدمت گرفته شد. در ژوئن ۲۰۰۷، او به آپوئل پیوست و به تیمش کمک کرد تا جام حذفی قبرس ۰۸–۲۰۰۷ را فتح کند.

### ملی
نیکولوسکی اولین بازی ملی خود را برای تیم ملی مقدونیه شمالی در یک بازی دوستانه در ژوئیهٔ ۲۰۰۰ مقابل جمهوری آذربایجان انجام داد و در مجموع ۲۷ بازی ملی انجام داد. او دروازه‌بان اول مقدونیه در مسابقات مقدماتی یورو ۲۰۰۸ بود و هفت بازی اول را انجام داد. آخرین بازی ملی او در مسابقات مقدماتی جام جهانی در سپتامبر ۲۰۰۹ مقابل اسکاتلند بود.